# Camilo Villegas
Pour les articles homonymes, voir Villegas.
Camilo Villegas, né le 7 janvier 1982 à Medellin, est un golfeur professionnel colombien qui a commencé le golf très jeune. Il est surnommé « L'homme araignée » pour son style original qu'il réussit à imposer sur les greens. Après des débuts pro en 2004, il évolue sur le PGA Tour depuis 2006. Il a entre autres remporté sept tournois dans sa carrière (dont 2 sur le PGA Tour et 1 sur le Japan Golf Tour) et sa meilleure performance sur un tournoi du chelem fut une 4e place au championnat de la PGA en 2008.

## Résultats dans les tournois majeurs
| Tournoi               | 2004 | 2005 | 2006 | 2007 | 2008 | 2009 | 2010 | 2011 | 2012 | 2013 | 2014 | 2015 |
| --------------------- | ---- | ---- | ---- | ---- | ---- | ---- | ---- | ---- | ---- | ---- | ---- | ---- |
| The Masters           | DNP  | DNP  | DNP  | CUT  | CUT  | T13  | T38  | 49   | DNP  | DNP  | DNP  | CUT  |
| Open américain        | CUT  | DNP  | T59  | T26  | T9   | T33  | T70  | CUT  | DNP  | DNP  | DNP  | 74   |
| Open britannique      | DNP  | DNP  | DNP  | DNP  | T39  | T13  | T44  | CUT  | DNP  | CUT  | DNP  | DNP  |
| Championnat de la PGA | DNP  | DNP  | CUT  | T23  | T4   | T51  | T8   | CUT  | DNP  | DNP  | DNP  | CUT  |

DNP = Non disputé

CUT = A manqué le Cut.

"T" = égalité

Vert s'il a gagné. Jaune s'il termine dans le top 10.